# Bahnhof Hamburg-Veddel
Der Bahnhof Hamburg-Veddel (Namenszusatz „BallinStadt“) ist eine Station der S-Bahn Hamburg im namensgebenden Stadtteil Hamburg-Veddel. Der Bahnhof wird durch die Linien S 3 und S 5 bedient.

## Geschichte
Der Bahnhof Veddel wurde am 1. Dezember 1897 an der Strecke Wanne-Eickel–Hamburg der Köln-Mindener Eisenbahn-Gesellschaft in Betrieb genommen. Das Empfangsgebäude des ersten Bahnhofs war ein Ziegelgebäude, es gab einen Mittelbahnsteig und einen Zugang. In der ersten Hälfte des 20. Jahrhunderts wurde eine Personenzuglinie zwischen dem Hamburger Hauptbahnhof und Harburg Hauptbahnhof, z. T. weiter nach Neugraben eingerichtet, die am 2. Januar 1967 als Linie S 3 der S-Bahn Hamburg bezeichnet wurde (Diesel-S-Bahn). Elektrische Triebwagen der S-Bahn Hamburg konnten mangels Oberleitung bzw. Stromschiene noch nicht eingesetzt werden.
Ab 1973 wurde die neue S-Bahn-Strecke von Hauptbahnhof nach Harburg gebaut, die Fertigstellung erfolgte am 23. September 1983. Diese wurde westlich parallel zur vorhandenen Strecke gebaut. Dabei entstand ein neuer S-Bahn-Haltepunkt, der etwas südlicher als der alte lag, jener wurde daraufhin abgerissen. Der neue Haltepunkt hat im Gegensatz zum alten Bahnhof, der nördlich der Müggenburger Durchfahrt lag, zwei Zugänge, je einen nördlich und südlich der Müggenburger Durchfahrt. Der Bahnsteig ist außerdem überdacht.

## Lage
Die Station liegt an der südwestlichen Grenze des Stadtteils Veddel auf einer Brücke über der Müggenburger Durchfahrt, einem Kanal zwischen den Müggenburger Kanal und dem Spreehafen. Ansonsten ist die Umgebung hauptsächlich von Industriegebiet sowie von Kleingärten geprägt. Ein Güterbahnhof sowie Hafengebiet liegt auch in der Nähe, mitsamt der Wilhelmsburger Brücke und der Bundesstraßenanschlusstelle Hamburg-Georgswerder.
Wie auch die meisten anderen S-Bahnhöfe verfügt dieser über Fahrkartenautomat, LCD-Monitore, Sitzbänke und eine SOS-Säule. Zudem gibt es hier einen Kiosk und eine öffentliche Toilette. Eine Park-and-Ride-Anlage mit 677 Stellplätzen ist ebenfalls vorhanden. Neben der Park+Ride-Anlage gibt es hier auch eine Ladestation für Elektrofahrzeuge von Vattenfall. Mit einem Aufzug und Bodenleitsystem gilt die Station zudem als barrierefrei.
Bis zur Nachbarhaltestelle Elbbrücken sind es 1,7 Kilometer, bis zum Bahnhof Wilhelmsburg sind es 2,4 Kilometer.

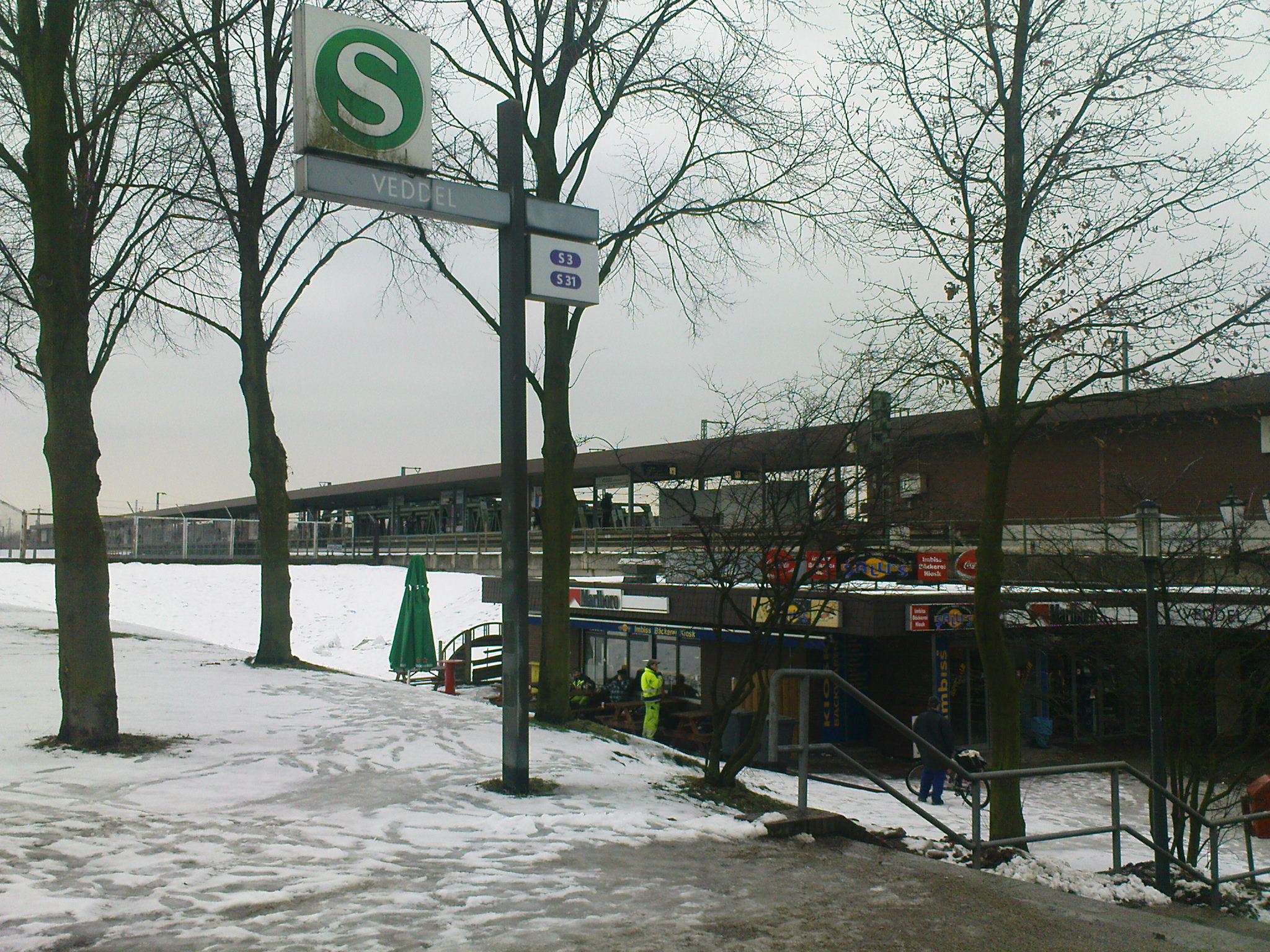
Das Bahnhofsgebäude von außen

## Verkehr
| Linie | Verlauf |
| ----- | --- |
| S 3   | Pinneberg – Thesdorf – Halstenbek – Krupunder – Elbgaustraße – Eidelstedt – Stellingen (Arenen) – Langenfelde – Diebsteich – Altona – Königstraße – Reeperbahn – Landungsbrücken – Stadthausbrücke – Jungfernstieg – Hauptbahnhof – Hammerbrook (City Süd) – Elbbrücken – Veddel (BallinStadt) – Wilhelmsburg – Harburg – Harburg Rathaus – Heimfeld (TU Hamburg) – Neuwiedenthal – Neugraben                                                     |
| S 5   | Elbgaustraße – Eidelstedt – Stellingen (Arenen) – Langenfelde – Diebsteich – Holstenstraße – Sternschanze – Dammtor – Hauptbahnhof \ Hauptstrecke – Hammerbrook (City Süd) – Elbbrücken – Veddel (BallinStadt) – Wilhelmsburg – Harburg – Harburg Rathaus – Heimfeld (TU Hamburg) – Neuwiedenthal – Neugraben – Fischbek – Neu Wulmstorf – Buxtehude – Neukloster – Horneburg – Dollern – Agathenburg – Stade / in Tagesrandzeiten – Berliner Tor |

Hier verkehren seit Dezember 2023 ganztägig die S-Bahn-Linien S3 und S5, die beide im 10-Minuten-Takt verkehren und somit einen 5-Minuten-Takt herstellen. Täglich steigen am S-Bahnhof 31.000 Personen ein und aus.
Ansonsten gibt es westlich des südlichen Ausgangs einen Busbahnhof, an dem die Metrobuslinie 13 sowie die Stadtbuslinien 154, 155, 254 und 354 halten. Für weitere Informationen siehe Busverkehr in Hamburg.